# Производња „у право време”
Основна идеја је да је главни извор неефикасности претерана залиха и гомилање продуката производње. У УПВ филозофији то је изгубљена употреба капитала који је могао бити употребљен много продуктивније. Циљ је да се избаце све непотребне активности у произвођачкој линији. Процес се надзире изнутра па тако сваки радник има право изнети притужбе на производни процес и упозорити на грешке. Док се све не усклади, треба времена и стрпљења, али када се одлука почне враћати, процес боље функционише. Радник има право зауставити производњу ако сматра да нешто није у реду и да може боље.

## Карактеристике производње "У право време"
Основна идеја производње "У право време" је правовременско управљање и кретање робе. Циљ је елиминисање свега непотребног из производног процеса, идентификовање неефикасних делова производње и добијање што квалитетнијег производа. Неким произвођачима који су је правилно применили је уштедела милионе долара.

## Историјат
Сматра се да је ову технологију у производњи први пут применио Тајичи Оно. ЈИТ је настао у аутомобилској индустрији, тачније у Тојоти. Тајичи Оно и Шигео Шинго су развили програм који је назван „Тоyота произвођачки системи“. Касније је постао познат као Just-in-time технологија.
Јапанци на понављање процеса гледају као на расипање, и труде се да постигну савршен квалитет. За њих је складиштење материјала нерационална употреба простора. Њихово начело у производњи је потпуно искоришћавање радне снаге и мотивисање радника. 
Осамдесетих година прошлог века овај концепт се пренео у САД а затим и у европске државе и од тада има широку примену. У том периоду о УПВ производњи је написано и неколико књига.
Ова слика нам објашњава филозофију производње "У право време". Главни извор неефикасности је претерана залиха и гомилање продуката производње. У ЈИТ филозофији то је изгубљена употреба капитала који је могао бити употребљен много продуктивније.
На слици лево - Традиционални приступ: Да би река текла држи се довољно висок ниво воде (залиха) како би прекрио проблеме. 
На слици десно - Примена ЈИТ-а: Вода тече глатко. Ниво воде се смањује све док се камење не претвори у шљунак тј. док се сви проблеми не реше и река тече глатко и при ниском нивоу воде.

## Предности производње "У право време"
Основне предности УПВ производње:
- већи квалитет производа,
- смањен отпад,
- смањено време циклуса,
- краће време подешавања,
- сигурнији ток производње,
- мање инвентара, сировина, радова у току и завршених радова,
- смањени трошкови производње,
- већа продуктивност,
- веће учешће запослених,
- и побољшани односи са добављачима.

Могући проблеми:
- смањењем залиха није добијена очекивана финансијска добит,
- повећање пропуштених пословних продајних уговора,
- повећање заустављања производне линије услед недостатка потребних компонената,
- повећање транспортних трошкова по јединици пошиљке,
- пораст броја алармантних достава,
- пораст трошкова за логистичко управљање,
- повећање трошкова за софтверску инсталацију за снабдевања.

## Концепција производње "У право време"
Класична производна линија подразумева постојање залиха између произвођача и снабдевача. Снабдевач производи делове-склопове које по изласку са производне монтажне траке шаље у складиште.
Технологија "У право време" подразумева континуално снабдевање потребних делова-склопова од снабдевача до произвођача без постојања залиха. Залихе се елиминишу. То значи да постоји тачно детерминисана појава технолошког елемента и снабдевач са своје производне траке склопове прослеђује директно на производну траку произвођача. Захтеви за технолошким елементима су тачно дефинисани и производња тече по појави захтева. Иѕ филозофије УНВ производње настаје Леан концепт.

## Елементи ЈИТ система
Код система производње ЈИТ за главни термински план се утврђује фиксни временски период (рецимо 1-3 месеца унапред), како би се радним центрима и добављачима омогућило да и они утврде своје терминске планове.
У текућем месецу главни термински план нивелише се свакодневно и иста се количина производа израђује сваки дан током целог месеца.
За повлачење делова из једног радног центра за потребе монтаже у други УПВ користи једноставан систем назван канбан (на јапанском карта или сигнал).
Канбан систем је по својој природи видљив. Сви делови су уредно смештени у контејнере. За контролу премештања контејнера постоје две главне врсте канбан картица, картице за производњу (производни канбани) и картице за повлачење (транспортни канбани). Када се празни контејнери гомилају, радни центар заостаје за производњом. С друге стране, када су контејнери пуни, производња се зауставља.
Термински план монтаже повлачи делове из једног у следећи радни центар у право време тако да се задовољава потреба производње и потражње. У многим случајевима због односа трошкова припреме у поређењу са трошковима одржавања залиха то економски није изводљиво. 
Решење се види у минимализацији времена припреме, које за собом повлачи производњу у малим економским величинама серијама и краће време трајања циклуса производње.

## Индустријски елементи потребни за реализацију ЈИТ технологије
ЈИТ технологија подразумева потпуно аутоматизовану производњу, јак и поуздан информациони софтверски систем и висок ниво поузданости свих елемената који учествују у реализацији Јуст-ин-тиме технологије.
Аутоматизована производња подразумева роботизована механизациона индустријска средства:
- Конвејери – специјализовани, разних захватних могућности у зависности од потребе тј. материјала који се преноси у индустријском постројењу. Осим тога што обезбеђују континуалан рад, потребно је обезбедити и лаку манипулацију (стављање и скидање са средства) делова који се преносе,
- Тракасти транспортери,
- Аутоматски вођена возила АГВ,
- Информациони системи - ЕДИ (Electronic Data Interchange) потпуно контролисан проток информација високе сигурности, који пружа могућност праћења сваког нарученог технолошког елемента,
- Идентификациони системи - бар код, и
- виљушкари.